# Корчак-Чепурківський Юрій Овксентійович
Ю́рій Овксе́нтійович Корча́к-Чепуркі́вський — (* 15 грудня 1896, Кишинів Бессарабія — † 20 серпня 1967, Київ)
Демограф, дослідник людності, один з фундаторів сучасної української демографії і демографічної статистики.

## Біографія
Походить з родини українських інтелігентів, син академіка О. В. Корчак-Чепурківського. В 1922 р закінчив соціально-економічний факультет Київського інституту народного господарства. Ще будучи студентом почав працювати в недавно заснованому М. В. Птухою Демографічному інституті ВУАН. В 1923—1928 роках працював у відділі демографії ЦСУ України. В 1928 р. він стає науковим співробітником кафедри Гігієни і Санітарії ВУАН, а також інституту Охорони здоров'я та інституту Захисту материнства і дитинства. З 1934 року він працює старшим науковим співробітником Інституту демографії і санітарної статистики АН УРСР.
В 1938 році Інститут Демографії було ліквідовано, його співробітники, включно Корчак-Чепурківського, були звільнені з посад, заарештовані і ув'язнені.
Після закінчення світової війни 1941—1945 Юрія Корчака було звільнено і радянська влада дозволила йому працювати в відділі методики статистики здоров'я в Самарканді, Узбекистан. Потім йому було дозволено переїхати до Москви, де він працював у відділку статистики дитячої клінічної лікарні ім. І. В. Русакова.
В 1957 році йому дозволили повернутися до Києва і він продовжив свої свої теоретичні та прикладні дослідження населення та демографічні наукові публікації.

## Науковий доробок
Корчак-Чепурківський є автором понад 70 наукових праць. Він упоряднив статистику та статистичний облік населення, розвинув власні оригінальні методи аналізу статистичного матеріалу. Його остання робота, яку він не встиг закінчити, була присвячена аналізу втрат населення України внаслідок Голодомору (комуністичної «колективізації») і сталінського терору 1930-х років.
Більша частина наукового доробку Юрія Корчака-Чепурківського за радянського часу з державно-політичних мотивів лишилася неопублікованою. Основні праці, що побачили світ:
- Матеріали санітарної статистики України 1876—1914 рр.
- Місто й село у смертності Наддніпрянської України. В кн.: Демографічний збірник. Праці Демографічного інституту ВУАН, т. 4, Київ, 1926, с. 112—171
- Рух населення УСРР перед світовою війною. У кн..: Природний рух населення України в 1924 р. з оглядом природного руху населення перед світовою війною. «Статистика України», № 106, т. IV.
- Таблиці доживання та сподіваного життя людності УСРР 1925—1926. Харків: ЦСУ УСРР, 1929
- Смертність у 4-х найбільших містах УСРР у 1923—1929 рр. Київ: ВУАН, 1930
- Як вкорочує життя туберкульоза на Україні. «Профілактична медицина», Харків, 1931, № 5–6, с. 46–59
- О таблицах рождаемости и плодовитости. «Гигиена и санитария», 1937, № 4, с. 30–38
- Перспективные исчисления населения с применением комбинированной таблицы доживаемости и повозрастной интенсивности миграции. В кн..: Проблемы демографической статистики, М.: Наука, 1966, с. 228—252
- Влияние смертности в разных возрастах на увеличение средней продолжительности жизни. В кн..: Изучение воспроизводства населения, М.: Наука, 1968, с. 134—155;
- О методике и технике перспективных расчетов населения. «Демографические тетради». Вып. 1, Киев: Ин-т экономики АН УССР, 1969, с. 53–68
- Избранные демографические исследования. М.: Статистика, 1970, 388 с.
- Відтворення населення Української РСР до початку першої п'ятирічки. «Демографічні дослідження», вип. 3, Київ.: Наукова думка, 1975, с. 78–114

та інші.